# Gants d'or
Créés en 1987 par Jean-Claude Bouttier, ancien champion d'Europe des poids moyens devenu consultant sur Canal + et Ma Chaîne Sport, les Gants d'or récompensent chaque année le meilleur boxeur français. En juin 2015, les droits sont rachetés par Malamine Koné, créateur de la marque équipementier Airness.

## Palmarès
| Année | Lauréat               |
| ----- | --------------------- |
| 1987  | Freddy Skouma         |
| 1988  | Tusikoleta Nkalankete |
| 1989  | René Jacquot          |
| 1990  | Christophe Tiozzo     |
| 1991  | Gilbert Delé          |
| 1992  | Anaclet Wamba         |
| 1993  | Laurent Boudouani     |
| 1994  | Fabrice Tiozzo        |
| 1995  | Fabrice Tiozzo        |
| 1996  | Laurent Boudouani     |
| 1997  | Khalid Rahilou        |
| 1998  | Fabrice Tiozzo        |
| 1999  | Mamadou Thiam         |
| 2000  | Bruno Girard          |
| 2001  | Julien Lorcy          |
| 2002  | Jean-Marc Mormeck     |
| 2003  | Mahyar Monshipour     |
| 2004  | Mahyar Monshipour     |
| 2005  | Jean-Marc Mormeck     |
| 2006  | Frédéric Klose        |
| 2007  | Jean-Marc Mormeck     |
| 2008  | Brahim Asloum         |
| 2009  | Anthony Mezaache      |
| 2010  | Sofiane Takoucht      |
| 2011  | Anne-Sophie Mathis    |
| 2012  | Christopher Rebrassé  |
| 2013  | Nadjib Mohammedi      |